# Oreopanax raimondii
Oreopanax raimondii är en araliaväxtart som beskrevs av Hermann Harms. Oreopanax raimondii ingår i släktet Oreopanax och familjen Araliaceae. Inga underarter finns listade.